# جادو-جادو
جادو-جادو هو بروتوكول دردشة ويب ويعتبر الأكثر شعبية في بولندا حيث سجل به حوالي 7.5 مليون مشترك ويدخله 6.5 مليون مشترك بشكل يومي.

## وصلات خارجية
- موقع جادو-جادو الرسمي